# Anales de Úlster
Los Anales de Úlster son una crónica de la Irlanda medieval. 
Las entradas abarcan desde el año 431 hasta el 1540. Las que van hasta 1489 fueron compiladas a finales del siglo XV en la isla de Belle Isle en Úlster por el amanuense Ruaidhri Ó Luinín, bajo supervisión de Cathal Óg Mac Maghnusa. Las entradas más tardías fueron redactadas por otros autores.
Para los periodos más remotos, se usaron como fuente algunos anales más antiguos que remontan a veces hasta el siglo VII, y los acontecimientos más cercanos se reconstruyeron de memoria o por transmisión oral. La lengua utilizada es el gaélico irlandés, y a veces el latín. Dado que los Anales de Úlster reproducen palabra por palabra los anales más antiguos, son útiles tanto para los historiadores como para los lingüistas, que pueden estudiar la evolución de la lengua irlandesa.
La biblioteca del Trinity College de Dublín posee el manuscrito original, y la Bodleian Library de Oxford dispone de una copia contemporánea que cubre ciertas lagunas del original.